# Matthew M. Neely
Matthew M. Neely (Doddridge megye, 1874. november 9. – Washington, 1958. január 18.) az Amerikai Egyesült Államok szenátora (Nyugat-Virginia, 1923–1929, 1931–1941 és 1949–1958).